# Demokratieverdrossenheit
Der Begriff Demokratieverdrossenheit bezeichnet in einem engeren Begriffsverständnis, wie auch der zumeist synonym verwendete Begriff Demokratieverdruss, eine grundsätzliche Unzufriedenheit von Bürgern einer parlamentarischen Demokratie mit dem politischen System des betreffenden Staates. Ein in diesem Sinn Demokratieverdrossener ist nicht bloß mit der aktuellen Politik (Politikverdrossenheit) sowie den Personen (Politikerverdrossenheit) und den Parteien (Parteienverdrossenheit) unzufrieden, die für die nach Ansicht des Verdrossenen „falsche“ Politik verantwortlich seien, sondern mit dem Prinzip der repräsentativen Demokratie als solcher. Damit stellen sich in Deutschland Demokratieverdrossene in Gegensatz zu Art. 79 Abs. 3 GG, demzufolge die Demokratie zu den Strukturprinzipien der freiheitlich-demokratischen Grundordnung gehört, die nicht durch Abstimmung (auch mit einer 100-Prozent-Mehrheit) wesentlich geändert oder abgeschafft werden dürfen.
Von Demokratieverdrossenheit ist in einem weiteren Begriffsverständnis auch dann die Rede, wenn davon Betroffene bezweifeln, dass die in der Verfassung normierten Aussagen in der Praxis der Politik und der Rechtsanwendung (konsequent) umgesetzt werden bzw. umgesetzt werden können. Als Beleg für diese Annahme wird vor allem angeführt, dass die Leerstelle des Art. 20 Abs. 2 GG, wonach es auch auf Bundesebene Abstimmungen geben kann, seit 1949 nur durch den Art. 29 Abs. 2 GG konkretisiert worden sei, der für Fälle einer Neugliederung des Bundesgebiets ein obligatorisches Referendum vorschreibt.

## Ausmaß der Demokratieverdrossenheit in Deutschland
Die Weimarer Republik scheiterte an der mangelnden Bereitschaft Wahlberechtigter, in den 1930er Jahren demokratische Parteien zu wählen. Bereits bei der Reichstagswahl vom 6. November 1932 erhielten die NSDAP und die KPD zusammen eine knappe absolute Mehrheit (296 von 585) der Reichstagssitze. Neben denjenigen, die die Demokratie seit der Gründung der Weimarer Republik grundsätzlich ablehnten (den Demokratieverächtern) gehörten viele Demokratieverdrossene zu den Wählern beider Parteien. Beiden Gruppen war der Wille gemeinsam, nicht mehr von den etablierten Parteien vertreten zu werden; stattdessen befürworteten sie eine nationalsozialistische bzw. kommunistische Diktatur.
In der „Bonner Republik“ verloren angesichts des Verbots der SRP (1952) und der KPD (1956) durch das Bundesverfassungsgericht sowie der relativ geringen Stimmenzahl rechts- und linksextremer Parteien bei Bundestags- und Landtagswahlen (dezidiert rechte Parteien konnten sich nach den 1950er Jahren bis 1990 in bundesdeutschen Parlamenten nicht dauerhaft etablieren) viele aus den Augen, dass es immer auch die Demokratie verachtende bzw. demokratieverdrossene Wahlberechtigte gab, die die freiheitlich-demokratische Grundordnung im Sinne des Grundgesetzes ablehnten. Mit dem Beitritt der fünf neuen Länder zur BRD nahm der Anteil derer zu, die deren demokratischem System mit grundsätzlicher Skepsis, wenn nicht ablehnend gegenüberstanden.
Von der Bertelsmann-Stiftung wurde 2013 die These verbreitet, dass die Annahme, es gebe eine zunehmende Demokratieverdrossenheit in Deutschland, ein „Mythos“ sei.
Dieter Fuchs und Edeltraud Roller wiesen in einer Veröffentlichung der Bundeszentrale für politische Bildung darauf hin, dass in Ostdeutschland der Anteil der mit dem Funktionieren der Demokratie in Deutschland Zufriedenen im Jahr 2015 auf 47 % abgesunken sei. Allerdings gab es unter den unzufriedenen Befragten 2015 auch Menschen, die sich ein besseres Funktionieren der Demokratie wünschten. So stellten dieselben Autoren 2016 fest, dass 2014 90 % der Westdeutschen und 82 % der Ostdeutschen die Demokratie eigenen Angaben zufolge als die „beste Staatsform“ bewerteten.
Im Vergleich mit anderen Ländern fällt die Entwicklung in Deutschland nicht aus dem Rahmen: Das US-amerikanische Meinungsforschungsinstitut Pew führte 2017 Befragungen in 38 Ländern zum Thema Demokratie durch. 78 Prozent der Befragten waren für eine repräsentative Demokratie, 28 Prozent wollten eine autoritäre Regierung, zum Beispiel einen „strammen Staatsführer“ oder eine Militärjunta. 46 Prozent der Befragten waren zufrieden mit der Demokratie in ihrem Land, 52 Prozent waren unzufrieden.
Nach der Bundestagswahl 2017 stellte das Institut für Demokratie und Zivilgesellschaft (idz) fest, dass es sowohl in Ost- als auch in Westdeutschland, „besonders in wirtschaftlich abdriftenden, aber auch in prosperierenden Regionen“ lokale politische Kulturen gebe, in denen „sich Demokratieverdrossenheit und Rechtsextremismus normalisieren konnten. […] Strukturschwäche, Demokratieentfremdung und höhere Bereitschaft zur Wahl rechtsextremen Parteien gehen in vielen Regionen Hand in Hand und begünstigen die Wahlerfolge der Rechtspopulisten maßgeblich. Darüber hinaus zeigen sich jedoch auch in Regionen mit mittleren und höheren Einkommen hohe Mobilisierungserfolge“.
Laut einer Studie der Robert Bosch Stiftung und des Think-Tanks More in Common, ist das Prinzip der Demokratie als solches in Deutschland nicht umstritten – 93 % der befragten Deutschen bekennen sich für die Demokratie. Worin sich allerdings die Befragten unterscheiden ist die Stärke ihres Bekenntnisses. In Westdeutschland bekennen sich 55 % der Befragten „ausdrücklich“ für die Demokratie, in Ostdeutschland sind es 38 %. Außerdem sind jüngere Menschen demokratieskeptischer als ältere. Darüber hinaus, scheint ein Bekenntnis zur Demokratie keine vollständige Immunisierung gegen autoritäres Denken zu garantieren. Immerhin 20 Prozent der Befragten stimmen der Aussage zu, dass „im nationalen Interesse (…) unter Umständen eine Diktatur die bessere Staatsform“ sei.

### Bereitschaft zum Wählen gegen die eigenen Interessen und Ziele
Am 21. August 2023 veröffentlichte Marcel Fratzscher einen Text mit dem Titel: „Das AfD-Paradox: Die Hauptleidtragenden der AfD-Politik wären
ihre eigenen Wähler*innen“. Diese These belegt Fratzscher vor allem mit den Parametern, die zu Wahlempfehlungen des Wahl-O-Mats führen, konkret: den Antworten auf „38 Fragen zur politischen Positionierung“. Dabei fällt auf, dass viele AfD-Wähler oder Personen, die die AfD zu wählen entschlossen sind, einen Großteil der Pläne ablehnen, die die AfD nach einer erfolgreichen Wahl laut ihrem Parteiprogramm in die Praxis umsetzen will. Der Wahl-O-Mat würde einer Person, wenn diese ihn befragen würde, eine andere Partei verschlagen, der der Ratsuchende seine Stimme geben sollte.

## Gründe für Demokratieverdrossenheit

### Hohe Ansprüche an das Funktionieren einer Demokratie
Wolfgang Merkel unterscheidet drei Typen von Erwartungshaltungen an eine Demokratie, die aus der „minimalistischen“, der „mittleren“ und der „maximalistischen“ Demokratietheorie hervorgingen. „Joseph Schumpeters (1883–1950) ‚realistische‘ Demokratietheorie aus dem Jahr 1942 ist der Klassiker des demokratischen Minimalismus. Für ihn sind Wahlen nicht nur der Kern der Demokratie, sondern diese selbst. Vertreter mittlerer Demokratiemodelle wie etwa der rechtsstaatlich eingehegten Demokratie argumentieren, dass freie und allgemeine Wahlen nur dann demokratisch wirkungsvoll sind, wenn sie in gesicherte Bürgerrechte und Gewaltenkontrolle eingebettet sind und wenn die gewählten Regierungen tatsächlich regieren, und nicht etwa ‚Finanzmärkte‘, (Zentral-)Banken oder andere demokratisch nicht legitimierte Akteure. Den Maximalisten ist das nicht genug. Sie wollen Politikergebnisse, vor allem soziale Gerechtigkeit und soziale Sicherheit, in die Definition der Demokratie einbeziehen. Der Weimarer Staatsrechtslehrer Herrmann Heller [sic!] (1891–1933) ist ein früher Vertreter dieser Schule. Folgt man dem normativ anspruchslosen Demokratieverständnis Schumpeters, wird man in den entwickelten Demokratien kaum Anzeichen einer Krise erkennen können. Fühlt man sich aber dem normativ höchst anspruchsvollen Konzept der ‚sozialen Demokratie‘ (Heller) verpflichtet, wittert man allerorten nichts als Krise. Soziale Ungerechtigkeit wird dann umstandslos zu einer Krise der Demokratie stilisiert. Kurzum: Je nachdem, welches Demokratiemodell man heranzieht, wird man kaum, häufig oder fast immer von einer ‚Krise der Demokratie‘ sprechen können.“
Wolfgang Merkel zufolge liege Unzufriedenheit mit der Demokratie vor allem an hohen Erwartungshaltungen im Sinne der „maximalistischen Demokratietheorie“, für deren Anhänger eine demokratische Politik nicht (nur) durch die Anwendung demokratischer Verfahrensweisen legitimiert sei. So ist für viele die Information wenig aussagekräftig, dass es heute weltweit 117 „Wahldemokratien“ (d. h. Länder, in denen Politiker gewählt werden) gebe, was eigentlich eine Erfolgsmeldung sei. Aber nur 4,5 % der Weltbevölkerung lebten in einer „vollen Demokratie“. Der von der „Economist Intelligence Unit“ vorgestellte „Democracy Index 2017“ stufe sogar die USA zu einer „mangelhaften Demokratie“ zurück.
Einer im Januar 2017 durchgeführten Umfrage des Meinungsforschungsinstituts insa zufolge meinen 70 % der Befragten, dass Volksabstimmungen „demokratischer“ seien als Abstimmungen im Bundestag. Dies spräche dafür, dass eine Mehrheit der Wahlberechtigten in Deutschland mit einer rein repräsentativen Demokratie nicht zufrieden ist. Man kann das Ergebnis der Umfrage dahingehend interpretieren, dass eine Mehrheit der Deutschen sich „mehr Demokratie“ wünscht. Bereits nach der Bundestagswahl 1969 hat Willy Brandt als Bundeskanzler seine Regierungserklärung unter das Motto gestellt: „Mehr Demokratie wagen!“.

### Abweichen der Verfassungswirklichkeit von den Idealen der Verfassung
Stattdessen sehen Wissenschaftler wie Colin Crouch die entwickelten westlichen Staaten auf dem Weg in die Postdemokratie. In seiner o.a. Analyse fasst Wolfgang Merkel zusammen, welche Diagnose Pessimisten stellen: „Der Trend geht zur Zwei-Drittel- oder gar halbierten Demokratie. […] Kernfunktionen der Demokratie wie Partizipation, Repräsentation und Inklusion [werden] in den entwickelten Demokratien ausgehöhlt […]. Die Partizipation nimmt ab, die Repräsentation bricht, die Inklusion versagt. Die Demokratie verliert ihren partizipativen Kern und verkommt zur elitären Zuschauerdemokratie. […] Die undemokratischen Nebenwirkungen anonymisierter ‚Diskurse‘ im Netz oder deliberationsarmer elektronischer Abstimmungen sind erheblich. Die Macht der Banken, Ratingagenturen und globalen Unternehmen ist immens gestiegen. Die Globalisierung der Märkte schränkt demokratische Spielräume ein. Supranationale Regime wie die EU und internationale Organisationen wie der Internationale Währungsfonds lassen sich weder nach dem Muster noch nach der Qualität von Nationalstaaten demokratisieren. […] Das Regieren jenseits des Nationalstaates wird nicht nur anders und komplexer, sondern auch weniger demokratisch sein.“ Merkel erkennt an, dass es die zitierten Tendenzen zwar gebe, bestreitet jedoch, dass das Bild vollständig sei, da auch gegenläufige Entwicklungen existierten. Die Politik der demokratischen Staaten habe auch einen positiven Output mit sich gebracht: „Frauen haben mehr Rechte und Chancen als vor 40 Jahren, kulturelle und sexuelle Minderheiten sind besser geschützt, die Transparenz der Parteien, Parlamente und der politischen Klasse ist höher.“
Georg Diez und Emanuel Heisenberg radikalisieren die These, dass man bei immer mehr Staaten, in denen es Wahlen gibt, nicht (mehr) von Demokratie sprechen sollte: „Tatsächlich sollte man, um die herrschende Praxis zu beschreiben, wohl von Oligarchie reden statt von Demokratie und von Finanzfeudalismus statt von Kapitalismus, das gilt etwa für Wladimir Putins Russland und auch für Trumps Amerika - und der Zug zur autoritären Demokratie ist von Ungarn bis zu den Philippinen zu sehen und wird weiter Fahrt aufnehmen.“

### Bedeutung von Wohlstand und Empathiefähigkeit
Es ist auffällig, dass in vielen Ländern Angehörige der Unterschichten zu Nichtwählern geworden sind, die allerdings durch Populisten relativ leicht zu mobilisieren seien. Dabei könne sich Demokratieverdrossenheit leicht zur Demokratieverachtung steigern. Die historischen Ursprünge der Demokratieverachtung in Europa sieht Ian Kershaw in den 1970er-Jahren, als die ökonomische Krise den Boom der Nachkriegszeit beendete und der wirtschaftliche Neoliberalismus an Bedeutung gewann. Zwar habe es auch nach dieser Zäsur gesellschaftliche Liberalisierungsprozesse gegeben. Doch sei die soziale Ungleichheit in den letzten Jahrzehnten größer geworden. Die sich immer weiter spreizende Schere zwischen Arm und Reich führe bei vielen Menschen zu einer Verachtung der Eliten – und zu Demokratieverdrossenheit.
Die in der Universität Leipzig erarbeitete Studie „Ein Blick in die Mitte“ vertritt die „Plomben-These“: Rechtsextremes Denken habe es nach 1945 in Deutschland immer gegeben; aber es habe in Westdeutschland eine „narzisstische Plombe“ gegeben: „Der mit dem sog. Wirtschaftswunder in Westdeutschland relativ schnell einsetzende Wohlstand habe weder für Nachdenklichkeit noch für Scham Raum und Zeit gelassen.“ Die Hoffnung Ostdeutscher, nach der Wende ebenso schnell zu Wohlstand zu gelangen wie die Westdeutschen vierzig Jahre zuvor, sei großenteils enttäuscht worden. Fehlender oder schwindender Wohlstand aber habe „die Plombe zerbröckeln lassen“. Politik- und sogar Demokratieverdrossenheit seien bei den für rechtes Gedankengut Empfänglichen die Folge gewesen: „Immer dann, wenn der Wohlstand als Plombe bröckelt, steigen aus dem Hohlraum wieder antidemokratische Traditionen auf.“
Empfänglich für rechtes Gedankengut seien insbesondere Menschen, denen es nicht gelinge, sich in andere Menschen einzufühlen. Die Forscher betonen auch die Wichtigkeit der Bereitschaft, sich mit der nationalsozialistischen Vergangenheit Deutschlands und der eigenen Familie offen auseinanderzusetzen: „Wir können sogar bei heute 20- bis 30jährigen feststellen, dass eine demokratische Einstellung häufig einhergeht mit einer Aufarbeitung der NS-Vergangenheit, die Scham und Schuld über die familiären Verstrickungen zulässt“.

### Topos der „richtigen“ Politik
Ein immer wieder auftretendes Element in der Argumentation Demokratieverdrossener ist die Aussage, in demokratischen Systemen würden von denen, die zu verbindlichen Entscheidungen befugt seien, systematisch „falsche“, schädliche Entscheidungen getroffen und wichtige Entscheidungen nicht getroffen.

#### Zentrale Rolle eines einheitlichen „Volkswillens“
In seinem Werk Vom Gesellschaftsvertrag oder Prinzipien des Staatsrechtes (1762) erklärt Jean Jacques Rousseau sein Verständnis von Demokratie. Ihm zufolge sind repräsentative Demokratien keine Demokratien, da in ihnen die Volonté générale (der „allgemeine Wille“ oder auch „Volkswille“) wegen des Egoismus von Abgeordneten nicht Wirklichkeit werden könne. Was der „Volkswille“ sei, stehe von vornherein (a priori) fest. Er sei bestrebt, dem Gemeinwohl Geltung zu verschaffen. Wenn der Egoismus als Störquelle ausgeschaltet werden könne, dann sei „der allgemeine Wille immer klar ersichtlich“, und das Volk irre sich nicht. Der „allgemeine Wille“ könne durch vernünftiges Nachdenken „herausgefunden“ werden (wie die richtige Lösung für eine Mathematikaufgabe). Alle Gutwilligen und Vernunftbegabten, die Teil des Volks zu sein beanspruchten, müssten dasselbe wollen. Wer zu anderen Denkergebnissen und zu einem anderen Willen gelange, sei entweder inkompetent oder böswillig (d. h. nicht bereit, von seinen „egoistischen“ Privatinteressen abzusehen). Rousseau glaubt, dass in Abstimmungen des Volkes selbst die Volonté générale sich entfalten werde. Die Möglichkeit, dass Abstimmungen über komplexe Sachverhalte Bürger überfordern könnten (wie im Fach Mathematik schlechte Schüler durch die Aufgabenstellung überfordert werden), sieht Rousseau nicht.
Kritiker wenden ein, dass die Mathematik in der Politik zwar eine wichtige Rolle spiele (insbesondere in der Finanz- und Wirtschaftspolitik), dass man aber nicht „berechnen“ könne, was geschehen müsse. Politik bestehe nicht darin, „richtige“ Lösungen zu finden, sondern zu legitimen allgemeinverbindlichen Regelungen zu gelangen. Die Legitimität wiederum sei durch das Verfahren begründet: Was die Mehrheit bestimmt, gewinnt Rechtskraft, unabhängig davon, ob die Entscheidung „richtig“ ist.
Obwohl das Grundgesetz auf dem Konkurrenzmodell der Demokratie beruht, verbinden dennoch viele mit dem Ruf nach „mehr Demokratie“ die („rousseauistische“) Hoffnung, „das Richtige“ werde durch Politik Wirklichkeit. Problematisch an diesem Denkansatz ist die Unterstellung des dergestalt Hoffenden, er sei Teil des „Volkes“, das sich (im Sinne Rousseaus) nicht irren könne, und habe insofern per definitionem Recht. Die Entgegnung, dass seine Wünsche nicht mehrheitsfähig seien bzw. aus anderen Gründen zurückgewiesen werden müssten, stößt bei dem Hoffenden auf Verständnislosigkeit. Er verkennt, dass er Teil einer pluralistischen Gesellschaft ist, in der auch andere, von den Interessen des Hoffenden abweichende Interessen als legitim gelten.

#### Ablehnung und Abwehr übergriffiger Mehrheiten
Andererseits gilt die Aussage: „Die Mehrheit will es!“ zwar als hinreichende Legitimation, ist aber nicht immer hilfreich. An ihre Grenzen stößt die Behauptung, es gebe keine „objektiv richtigen“ Entscheidungen, z. B. in solchen Fällen, in denen eine große Mehrheit von Naturwissenschaftlern vorhersagt, dass „falsche“ Entscheidungen zu nicht verantwortbaren Katastrophen führen würden. Das trifft etwa auf einen Verzicht auf rigorose Maßnahmen des Staates zur Eindämmung der globalen Erwärmung oder bei Pandemien zu. In Zeiten der Klimakrise erscheinen Denkfiguren als überholt, die zentral und seit Mitte des 20. Jahrhunderts rundweg positiv besetzt waren: die Ambivalenz, die Mehrdeutigkeit, die Unentscheidbarkeit (mit der Folge, dass jeder Entscheidung notwendigerweise ein Element der Willkür anhaftet). Was bei Pandemien mit neuartigen Erregern im Falle der Untätigkeit politisch Verantwortlicher geschehen wird, ist keine Frage des Glaubens, sondern kann mit Hilfe von Exponentialfunktionen ausgerechnet werden, die so lange wirksam sind (ohne Gegenmaßnahmen), bis das Virus nicht mehr hinreichend viele Wirte findet, so dass Hinweise auf die Legitimität abweichender (Mehrheits-)Meinungen als absurd erscheinen.
Auch sind die meisten demokratischen Staaten „demokratische Rechtsstaaten“ in dem Sinn, dass der Wesenskern der Grundrechte derer, die Objekte von Entscheidungen des betreffenden Staates sind, selbst durch ein einstimmiges Votum von an sich zu Entscheidungen demokratisch Legitimierten nicht beeinträchtigt werden darf.

### Radikaler Individualismus
Der Psychologe Thomas Grüter stellt die These auf, dass es im Kontext der „ökonomischen Theorie der Demokratie“ in der Tradition Anthony Downs’ („An Economic Theory of Democracy“) für den Einzelnen ein irrationales Verhalten sei, an Wahlen teilzunehmen. „Wirtschaftlich gesehen ist es sinnlos, zur Wahl zu gehen. Man muss […] sich die Zeit nehmen, Wahlprogramme zu studieren und das Wahllokal aufzusuchen. Dafür erhält man einen winzige[n] Anteil Mitbestimmung bei der Zusammensetzung des Parlaments. Der Ertrag geht also gegen Null und rechtfertigt – rational betrachtet – keinerlei Aufwand.“ Erklärt werden müsse vielmehr, warum angesichts dessen Bürger trotzdem an Wahlen teilnehmen.
Wer annehme, dass Wählen eine staatsbürgerliche (moralische) Pflicht sei, verkenne die Wirkungsmacht des homo oeconomicus, der sich nur dafür interessiere, wie er persönlich Vorteile erlangen und Nachteile vermeiden könne. Bei Menschen, in denen der „homo oeconomicus“ stark ausgeprägt sei, müsse man sich immer fragen, ob sie so weit gingen, eine Diktatur „pragmatisch“ zu befürworten, weil sie ihnen persönlich (vermeintlich) mehr Vorteile als Nachteile biete. „Das Interesse an einer Erhaltung der Demokratie wäre […] ökonomisch keineswegs zwingend“.

## Reaktionen auf Demokratieverdrossenheit

### Ratlosigkeit
Die „taz“ zitiert in zustimmender Absicht das Fazit der Jenaer Tagung im Januar 2018 (siehe Weblinks), dass „die Begeisterung für [die Demokratie] neu entflammt werden müsse“. Zugleich zeigt sie sich jedoch ratlos, wie das geschehen solle. Elitenverachtung sei durchaus angebracht, wenn man das Verhalten des Siemens-Chefs Joe Kaeser betrachte (das in Jena Diskussionsthema war). Kaeser hatte angekündigt, die Turbinenwerke in Görlitz und Leipzig zu schließen und damit 1000 Arbeitsplätze in Ostdeutschland  zu vernichten. Angeblich sei die weltweite Nachfrage nach den dort bislang produzierten Gasturbinen zu gering. Bei einem Dinner in Davos habe Kaeser US-Präsident Donald Trump jedoch zugesagt, in den USA eine neue Generation von Gasturbinen zu bauen. Bei alledem hätten gewählte deutsche Politiker offensichtlich entweder keine Einflussmöglichkeiten oder sie nähmen sie nicht wahr.

### Senkung der Erwartungen
Thomas Böckenförde empfahl 2009, dem von ihm rezensierten Staatsrechtslehrer Christoph Möllers folgend, die Erwartungen an demokratische Systeme zu reduzieren: „Die Demokratie verspricht keine Grundversorgung an materieller Sicherheit oder einen bestimmten Lebensstandard. Was sie garantiert, ist ein Mindestmass an individueller Selbstbestimmung und politischer Wahlgleichheit, keine wirtschaftliche und nicht einmal die Chancengleichheit. – Es ist vielleicht nicht das schlechteste Rezept gegen Demokratieverdrossenheit, dieser Staatsform etwas von der mit ihr sich verknüpfenden Heilserwartung zu nehmen und sie, wie Möllers es tut, eher «reduziert» aufzufassen: als eine alle Beteiligten gleich gewichtende, daher vor unvernünftigen Entscheidungen nicht schützende Form, politische Prozesse zu organisieren.“

### Staatliche Sanktionen

#### Parteienverbot und „Radikalenerlass“
Als Reaktion auf das Scheitern der Weimarer Republik forderte der SPD-Politiker Carlo Schmid am 8. September 1948 in einer Sitzung des Parlamentarischen Rats: „Ich für meinen Teil bin der Meinung, dass es nicht zum Begriff der Demokratie gehört, dass sie selbst die Voraussetzungen für ihre Beseitigung schafft. […] Man muss auch den Mut zur Intoleranz denen gegenüber aufbringen, die die Demokratie gebrauchen wollen, um sie umzubringen.“
Mit diesen Worten beschreibt Schmid das Prinzip der Wehrhaften Demokratie. Diese hat in Art. 21 GG Berücksichtigung gefunden, der dem Bundesverfassungsgericht die Möglichkeit gibt, verfassungswidrige Parteien zu verbieten. Die Tätigkeit für verbotene Parteien im Untergrund gilt als Straftatbestand. Mitglieder und Funktionäre der verbotenen KPD wurden ab 1956 wegen Geheimbündelei, Bildung krimineller Vereinigungen, Staatsgefährdung (§§ 88–98 StGB) und Landesverrat (§§ 99–101 StGB) verurteilt. Viele erlitten berufliche Nachteile als „Vorbestrafte“.
Auf dem Prinzip der „wehrhaften Demokratie“ (auch „streitbare Demokratie“ genannt) beruht auch der sogenannte Radikalenerlass, demzufolge Personen, die Beamte oder Angestellte im öffentlichen Dienst werden oder bleiben wollen, verfassungstreu sein müssen. Der Erlass reagierte vor allem auf die Ankündigung von Vertretern der Studentenbewegung (der „68er“), einen „Marsch durch die Institutionen“ antreten zu wollen. Von 1972 bis zur ab 1985 erfolgten endgültigen Abschaffung der Regelanfrage beim zuständigen Amt für Verfassungsschutz, zuletzt 1991 in Bayern, wurden bundesweit insgesamt 3,5 Millionen Personen überprüft. Davon wurden 1250 überwiegend linksorientierte Lehrer und Hochschullehrer nicht eingestellt, rund 260 Personen entlassen.
Die Anwendung des Instruments des Parteiverbots gilt heute vielen als nicht mehr zweckmäßig. Zudem stellte sich ab Oktober 1990 das Problem, dass Millionen (ehemalige) Mitglieder der SED, einer Nachfolgepartei der KPD, im Zuge der Wiedervereinigung Deutschlands Bürger der Bundesrepublik Deutschland wurden. Es war praktisch unmöglich und auch nicht politisch opportun, sie alle so zu behandeln, wie Kommunisten (unter ihnen auch Mitglieder der legalen DKP) in der Bonner Republik allein wegen ihrer Parteizugehörigkeit behandelt worden waren.

#### Strafrechtliche Maßnahmen
Auch Menschen mit radikalen oder gar extremistischen Ansichten haben das Recht, diese (sogar in der Öffentlichkeit) zu äußern (gemäß Art. 4 und Art. 5 GG). Allerdings gibt es strafrechtlich verfolgte Arten von Äußerungen, vor allem Beleidigungen (§ 185 StGB), üble Nachreden (§ 186 StGB), Verleumdungen (§ 187 StGB) und Volksverhetzung (§ 130 StGB). Darüber hinaus ist es aufgrund der nationalsozialistischen Vergangenheit Deutschlands hier verboten, die Auschwitzlüge zu verbreiten (§ 194 Abs. 2 StGB) sowie Kennzeichen verfassungswidriger Organisationen zu verwenden (§ 86a StGB).
Was die Anwendung des strafrechtlichen Instrumentariums anbelangt, empfahl der Politologe Hans Vorländer 2016: „Mit denen, mit denen man noch reden kann, muss man reden. Mit denen, mit denen man nicht mehr reden kann, sollte man auch nicht mehr reden. Aber man sollte hier sehr deutlich die Grenzen des Rechtsstaates anmahnen. Dort, wo beleidigt oder gehetzt wird, da muss mit der Härte des Rechtsstaates vorgegangen werden.“

### Lebendigerhaltung des Verfassungspatriotismus
In der Bonner Republik empfahlen Intellektuelle wie Jürgen Seifert, Dolf Sternberger und Jürgen Habermas den Verfassungspatriotismus als angemessene Haltung gegenüber dem deutschen Teilstaat „Bundesrepublik Deutschland“. Unter Verfassungspatriotismus versteht man die Identifikation des Bürgers mit den Grundwerten, Institutionen und Verfahren der republikanischen politischen Grundordnung und Verfassung und die aktive Staatsbürgerrolle des Bürgers. Das Sich-Einbringen in das politische Geschehen steht an zentraler Stelle bei diesem Konzept. Obwohl diese Haltung sich sowohl gegen nationalistische Interpretationen des Volkes als Ethnos als auch gegen individualistische, emotionsfreie und politikferne Apathie richtet, gab es Stimmen, die diese Haltung nach Wiederherstellung des deutschen Nationalstaats 1990 für obsolet hielten.
Dem hielt Bundespräsident Joachim Gauck bei seiner Abschiedsrede entgegen, dass „das in der akademischen Welt geborene Wort Verfassungspatriotismus nicht nur ein Theorem ist, sondern Lebenswirklichkeit sein kann – überall dort, wo Menschen diese Geneigtheit gegenüber der Demokratie empfinden. Sie widerlegt all jene, die den Verfassungspatriotismus für ein blasses, blutleeres Konstrukt halten, einen Notbehelf aus den Zeiten der geteilten und moralisch diskreditierten Nation.“
Nicht Abwendung von der Demokratie, sondern das Streben danach, Verfassungstheorie und Verfassungswirklichkeit einander anzunähern, sei demnach Aufgabe von Staatsbürgern und Politikern.

### Bildungsmaßnahmen
Ein großes Problem stellt es dar, dass sowohl im politisch rechten als auch im politisch linken Politikbereich die Bereitschaft vieler, sich von Gewalttätern und Extremisten abzugrenzen, relativ gering ist. Teilweise liegt das an mangelnder historischer und politischer Bildung.
Eine Studie der Freien Universität Berlin kommt zu dem Schluss, dass man linksradikale junge Leute von Linksextremisten theoretisch unterscheiden und praktisch trennen müsse. Erstere wollten das gegebene gesellschaftliche und politische System reformieren und nicht abschaffen. Obschon Linksextremisten keinen Zweifel an ihrer Demokratieverachtung und ihrer fundamentalen Ablehnung der Zivilgesellschaft ließen, hätten nichtextremistische linke Gruppen häufig keine Bedenken, mit ihnen in lokalen, regionalen und auch bundesweiten Aktionsbündnissen zusammenzuarbeiten.
Drei Befragungen jugendlicher Besucher in verschiedenen DDR-Gedenkstätten durch den „Forschungsverbund SED-Staat“ zeigten dessen Wissenschaftlern zufolge, wie kompliziert und komplex Präventionsstrategien seien. Die weit überwiegende Mehrheit der Jugendlichen habe keinen Zusammenhang zwischen kommunistischer Bewegungs- und Regimephase, d. h. zwischen der Politik der KPD bis 1933 bzw. bis zum Ende des Zweiten Weltkriegs und der SED zwischen 1946 und 1989, erkennen können. Nach Angaben der Wissenschaftler beurteilten die Befragten die DDR, insbesondere die DDR-Staatssicherheit (Stasi), zwar sehr negativ […]. Eine Mehrheit habe aber die Aussage abgelehnt, sozialistische und kommunistische Ideen würden in politische Systeme münden, die dem der DDR ähnelten.